# Chincolco

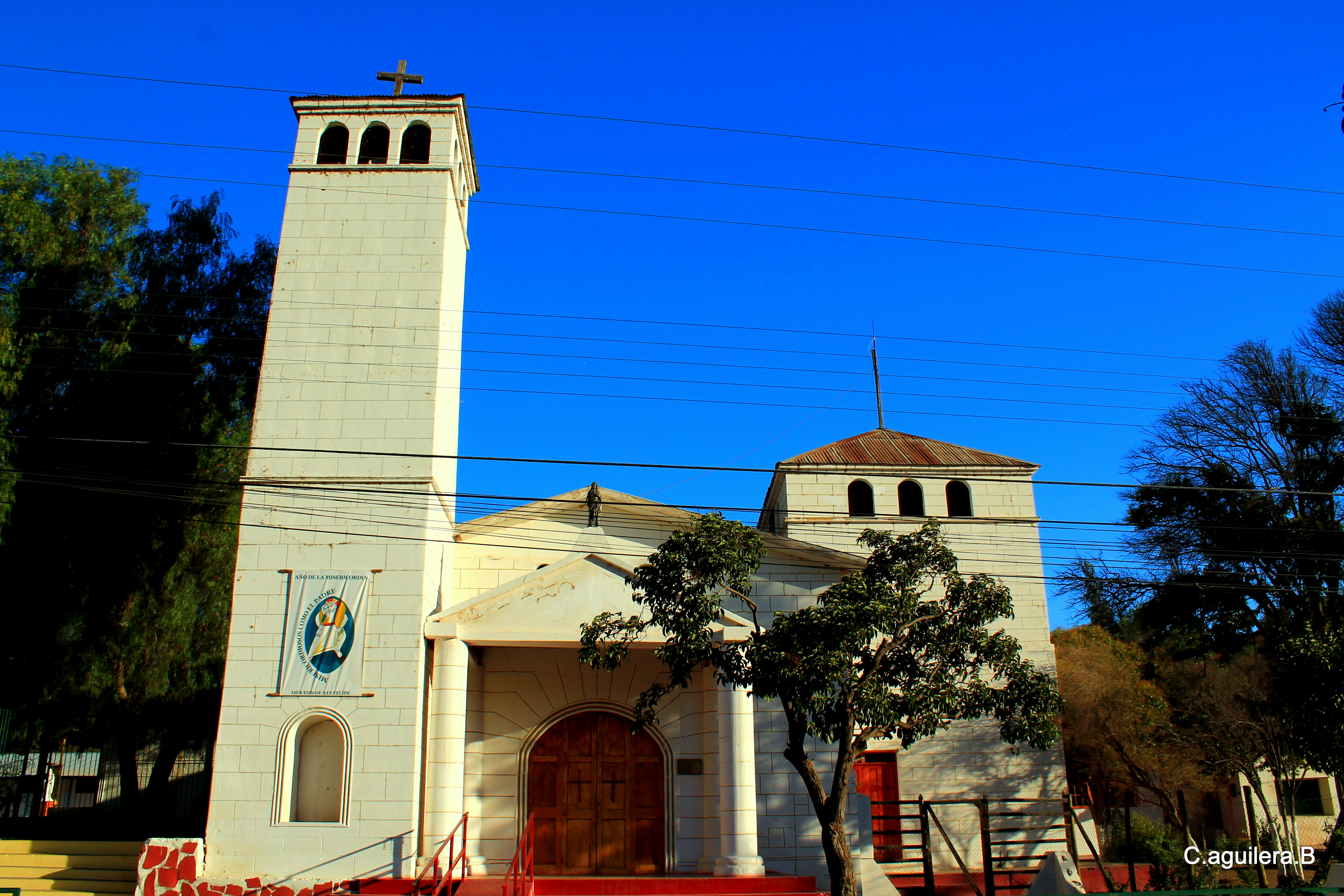
Iglesia Sagrado Corazón de Chincolco Chile

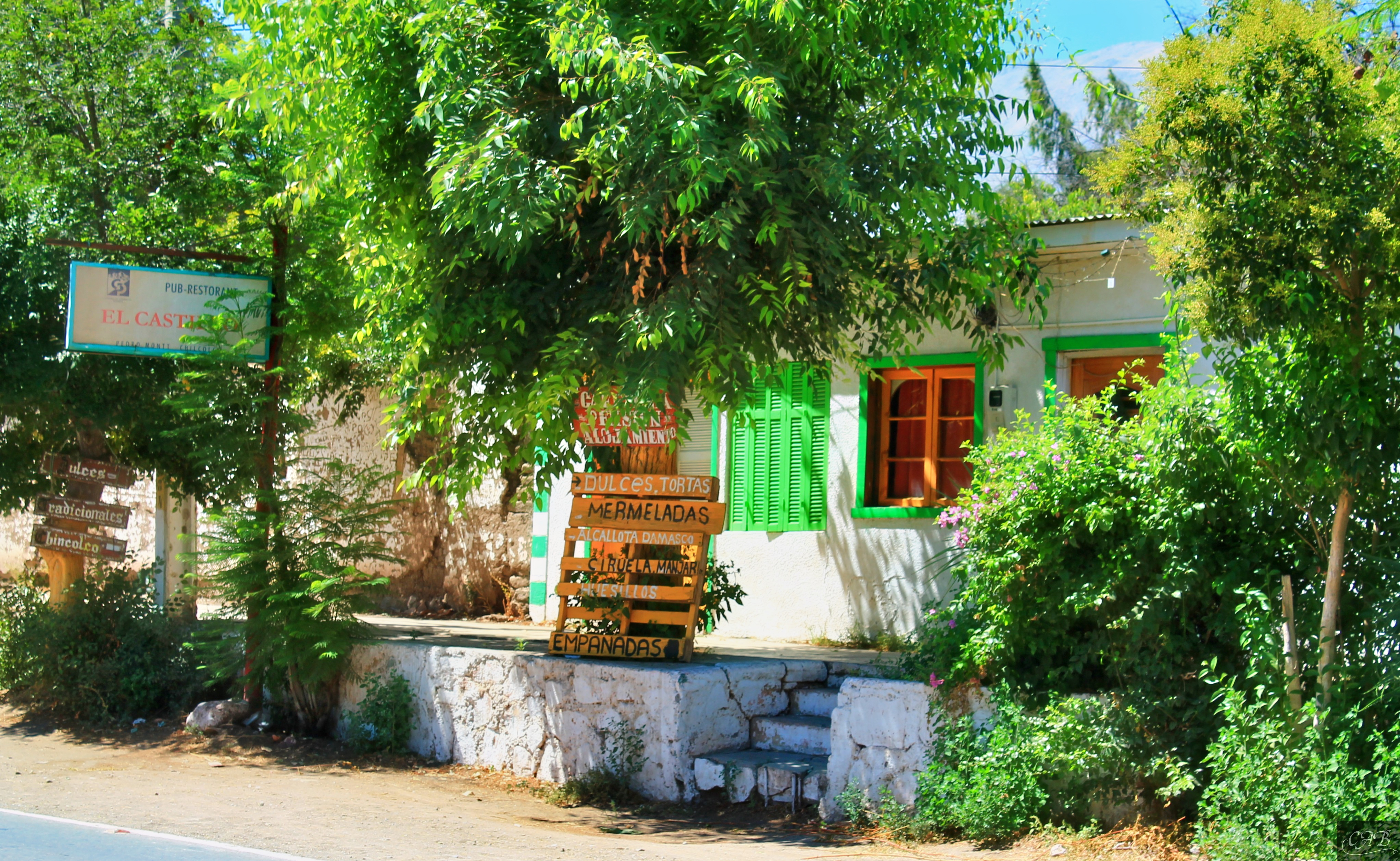
Tradicionales dulces de Chincolco

Chincolco, que significa agua y manantial del chicol,[cita requerida] es un pueblo ubicado en la comuna de Petorca, Región de Valparaíso. Ubicado en la parte alta del valle de Petorca, a ambos lados de la ruta E-35, cuenta con 1149 habitantes (2017).
En junio se celebra en el pueblo la fiesta del Sagrado Corazón de Jesús, quien es el Patrono del Pueblo. En agosto se celebra la festividad de la Virgen de la Merced con una gran procesión y bailes religiosos.
Fue cabecera de la antigua comuna de Chincolco. 